# 이호선 (1883년)
이호선(李浩善, 1888년 3월 17일 ~ 1958년)은 일제강점기와 해방 후의 관료이자, 대한민국의 기업인이다. 자는 주현(周顯), 본관은 우계(羽溪)이다. 경기도 광주군 낙생면 대장리(현, 성남시 분당구 대장동) 출신이다. 해방 직후 낙생면(현, 분당구 서부 지역)의 면장이었다.
사관학교를 졸업했으나 군인의 길을 단념하고 측량술을 배워 측량기사로 활동했다. 1911년에는 조선총독부 임시토지조사국 측량과 측량기수에 임용, 이후 총독부 측량기수로 근무했다. 1945년 경기도 광주군 낙생면장, 조선연료협회 석탄부문 이사가 되고, 1948년에도 낙생면장에 유임, 1949년에는 광주군 후생협회 지부장 등을 역임했다.

## 생애
출생지는 경기도 광주군 낙생면 대장동이고, 본적지는 경기도 광주이다. 아버지는 재인(在寅)이고, 어머니는 고성이씨(固城李氏)로 이영기(李永基)의 딸이다.
그의 15대조 충좌위부사정 혹은 호군을 역임한 이경연 혹은 그의 손자 병마절도사 이지방의 대에 경기도 광주군 언주면, 낙생면 일대에 정착했다. 이호선의 7대조 이상우는 포천에 있던 일가 이영구의 양자로 입양됐으나, 상우의 손자이자 인수의 아들 광석, 중석이 경기도 광주군 언주면, 낙생면 일대의 분묘를 수호하려고 다시 경기도 포천 일동면에서 경기도 광주군 낙생면 대장리로 이주하여 자리잡았다. 고조부 이한택은 정조 때 무과에 급제하였다.
대한민국 인사록에 의하면 그는 대한제국 때 조선사관학교(朝鮮士官學校)에서 수학했다. 그러나 군인의 길을 포기하고, 측량술을 배워 측지기사로 활동하게 된다. 그가 군인의 길을 포기한 사유는 알려진 것이 없다.
1911년 조선총독부 임시토지조사국 측량과 기수(技手)가 되고 그해 9월 30일 토지조사국 기수에 재임명되어, 1912년, 1913년, 1914년 조선총독부 임시토지조사국 측량과 기수(技手)로 있었다. 1914년부터 1915년, 1916년 조선총독부 임시토지조사국 측지과 기수(技手)였다. 1916년 11월 15일 7급봉으로 승급했다. 1917년 조선총독부 토지조사국 기수로 재직 중이었다.
1945년 해방 후 낙생면장이 되었다. 9월 19일 서울 종로구 와룡동 119번지에서 조직한 조선연료협회(朝鮮燃料協會) 창립에 참여하고, 석탄부 위원에 선출되었다. 1947년 당시에는 광주군농회 회원이었다. 1948년 정부 수립 후에도 낙생면장에 유임, 1949년에는 광주군 후생협회 지부장(厚生協會 支部長), 성인교육협회 지부장(成人敎育協會支部長), 미산협회 낙생면 분구장(米產協會樂生面 分區長) 등을 역임했다.
묘소는 경기도 광주군 낙생면 대장리(현, 성남시 분당구 대장동) 절골(寺谷) 초입 쌍봉(雙峰)부락에 매장되었다가, 2018년 10월 성남시 분당구 대장동 산19-63번지 무두만현(無頭滿峴) 고개 자좌(子坐)로 이장되었다.

## 가족 관계
- 아버지 : 이재인(李在寅, 1848년 2월 15일 ~ 1930년 5월 1일)
- 어머니 : 고성이씨(固城李氏, 1852년 3월 19일 ~ 1914년 8월 16일), 이영기(李永基)의 딸
  - 동생 : 이택선(李宅善), 초명은 기선(沂善)
- 부인 : 해주정씨(海州鄭氏, 1878년 10월 1일생 혹은 10월 17일생 ~ 1932년 9월 26일), 정경부(慶溥)의 딸
  - 아들 : 이원갑(李源甲, 1905년 10월 10일 ~ ?)
  - 며느리 : 고성이씨(1900년 10월 29일 ~ ?), 이보규(李輔圭)의 딸
  - 딸 : 우계이씨
  - 사위 : 이사용(李思鎔), 전주인
    - 외손자 : 이해익(李行翼)
    - 외손자 : 이해일(李海馹)
- 부인 : 충주지씨(忠州池氏, 1889년 8월 27일 ~ 1957년 12월 22일)
  - 아들 : 이원만(源萬, 1917년 음력 8월 28일 ~ 1994년 10월 16일), 농림부사무관 역임. 대통령 면려포장(大統領勉勵褒章) 수상
  - 며느리 : 한지남(韓枝男), 청주인, 한경교(韓敬敎)의 딸

## 같이 보기
- 분당구
- 낙생면